# Edmund Zdanowski (fotograf)
Edmund Zdanowski (ur. 14 czerwca 1905 w Wilnie zm. 12 stycznia 1984 w Gdyni) – polski artysta fotograf. Członek Fotoklubu Polskiego. Członek założyciel i członek honorowy Gdańskiego Towarzystwa Fotograficznego. Członek honorowy Związku Polskich Artystów Fotografików.

## Życiorys
W 1929 roku ukończył Seminarium Nauczycielskie w Wilnie, wcześniej odbywając praktykę w wileńskim zakładzie fotograficznym Jana Bułhaka. W tym samym roku podjął pracę w Zakładzie Fotografii Artystycznej Wydziału Sztuk Pięknych Uniwersytetu im. Stefana Batorego w Wilnie. W 1934 roku (wspólnie z żoną Bolesławą Zdanowską) otworzył w Wilnie swój własny zakład fotograficzny, który spłonął w 1944 roku. Pokłosiem funkcjonowania zakładu było (m.in.) 439 (przedwojennych) szklanych klisz przekazanych (współczesnemu) Litewskiemu Muzeum Malarstwa. Zakres utrwalonych obiektów i miejsc Wilna na fotografiach Zdanowskich jest bardzo szeroki (ogólne miejskie krajobrazy, ulice, targi, dzieła architektury). Sporą liczbę kolekcji stanowią zdjęcia wileńskich kościołów (ich fasad, wnętrz, detali architektonicznych). Fotograficy wiele obiektów pokazali z różnych stron.
W 1937 roku został członkiem Fotoklubu Polskiego. W czasie okupacji, od 1941 roku prowadził pracownię fotograficzną w Wileńskim Domu Pionierów. Pracował w Czołówce Filmowej I Armii Wojska Polskiego oraz w Wytwórni Filmowej Wojska Polskiego w Lublinie. 
W 1945 roku zamieszkał w Gdyni, gdzie pracował (do 1970) w Liceum Sztuk Plastycznych TUR w Gdyni-Orłowie w Dziale Fotografii Artystycznej. W 1947 roku został współzałożycielem i członkiem Gdańskiego Towarzystwa Fotograficznego. W 1949 roku został przyjęty w poczet członków Związku Polskich Artystów Fotografików. Był autorem i współautorem wielu wystaw fotograficznych; indywidualnych i zbiorowych, krajowych i międzynarodowych. Wspólnie z żoną Bolesławą Zdanowską prezentowali swoje fotografie na licznych wystawach indywidualnych (m.in.) w Gdańsku, Sopocie, Gdyni, Kołobrzegu.
Edmund Zdanowski zmarł 12 stycznia 1984 roku, został pochowany na cmentarzu komunalnym w Małym Kacku w Gdyni przy ul. Spokojnej. W 2009 roku przedwojenne fotografie Bolesławy i Edmunda Zdanowskich (przekazane Litewskiemu Muzeum Malarstwa) zaprezentowano po raz pierwszy w Wileńskiej Galerii Obrazów, na wystawie pod tytułem: „Wileńskie elegie”. Fotografie Edmunda Zdanowskiego znajdują się w zbiorach Litewskiego Muzeum Malarstwa, Muzeum Narodowego w Warszawie, Muzeum Narodowego w Gdańsku, Muzeum Narodowego im. M.K. Čiurlionisa w Kownie.

## Nagrody
- Nagroda Artystyczna Miasta Gdyni (1961);
- Nagroda Prezydenta Miasta Gdyni (1978);

Źródło.